# Sjouke Heins
Sjouke Heins (Slochteren, 18 oktober 1943 - Groningen, 26 november 2020) was een Nederlands kunstschilder.
Heins volgde vanaf 1960 zijn opleiding aan de Academie Minerva te Groningen. Hij vervaardigde litho's, zeefdrukken, tekeningen en schilderijen in een realistische stijl, vaak ook met surrealistische combinaties van elementen. Met name de Groninger koeien en luchten vormen een terugkerend thema in zijn werk.
Van 1965 tot 1967 runde hij met zijn broer Galerie Heins te Groningen, vooral gericht op de promotie van jong Gronings talent. Van de openingen van exposities werden vaak bijzondere happenings gemaakt. Zo werd in november 1967 een expositie met werk van Ger Siks, Wim van Veen, Olga Wiese, Henri de Wolf en Sjouke Heins geopend door de bekende straatzanger Jan Roos. Roos kreeg daar het door de exposerende kunstenaars vervaardigde stripboek What happened to baby John aangeboden, met als hoofdpersoon Jan Roos, het zingend symbool van ludieke glorie en feestelijke creativiteit.
Vanaf 1968 had Heins zijn atelier en galerie in Aduarderzijl.

## Publieke collecties
Werk van Sjouke Heins is onder andere te vinden in de openbare collectie van:
- Rijksmuseum in Amsterdam [4]

## Exposities (selectie)
- 1967: Groninger Museum, 3-manschap (met Jan de Bruin en Chris Roodvoets)[5]
- 1969: Groninger Museum, WadNu (expositie van Groep NU, een van de eerste exposities over milieuvervuiling)[6]
- 1976: De Oosterpoort Groningen[7]

## Afbeeldingen

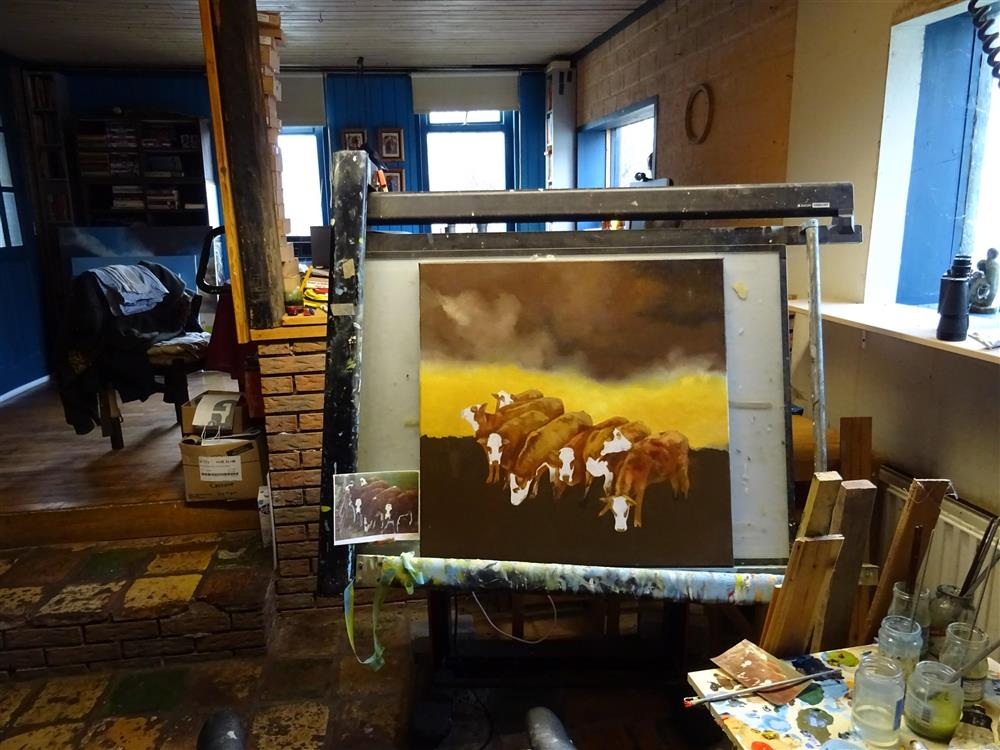
Sjouke Heins, atelier met op de ezel Nieuwsgierig is wat anders, 2020
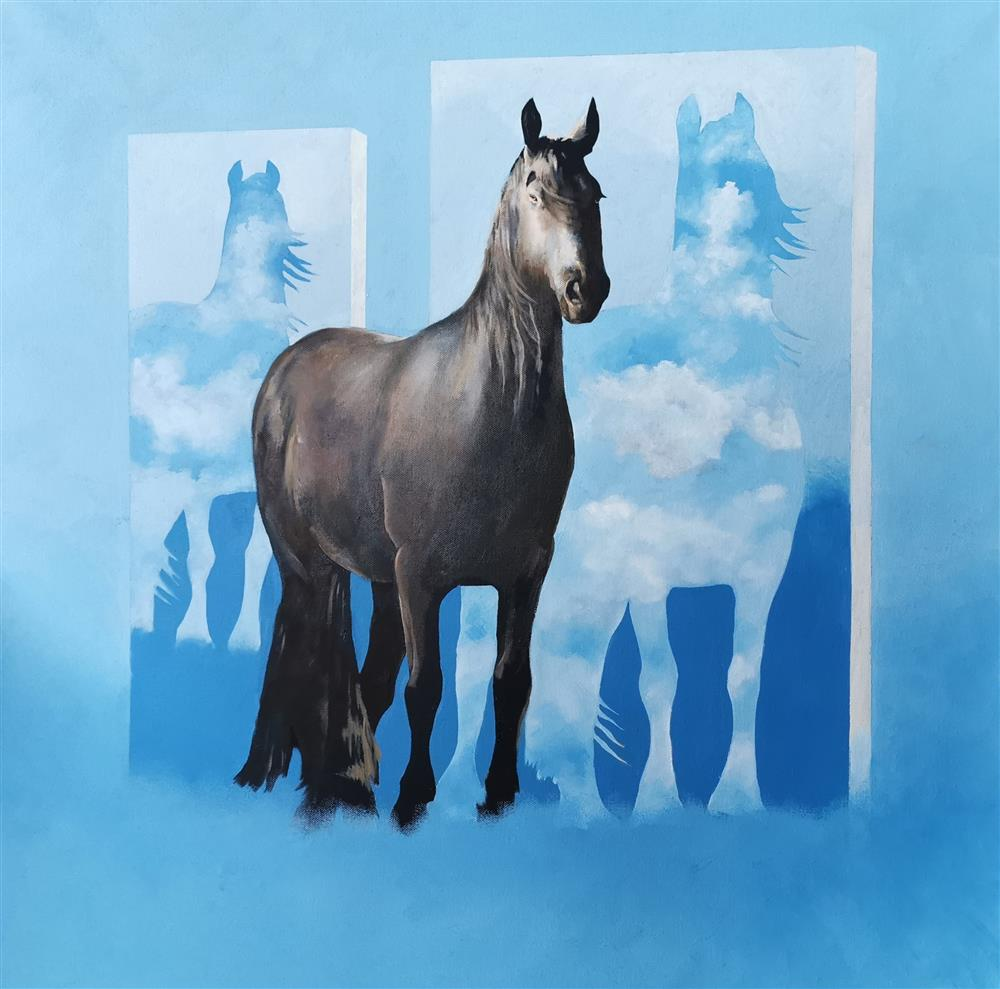
Sjouke Heins, Fryske hynders, 2019
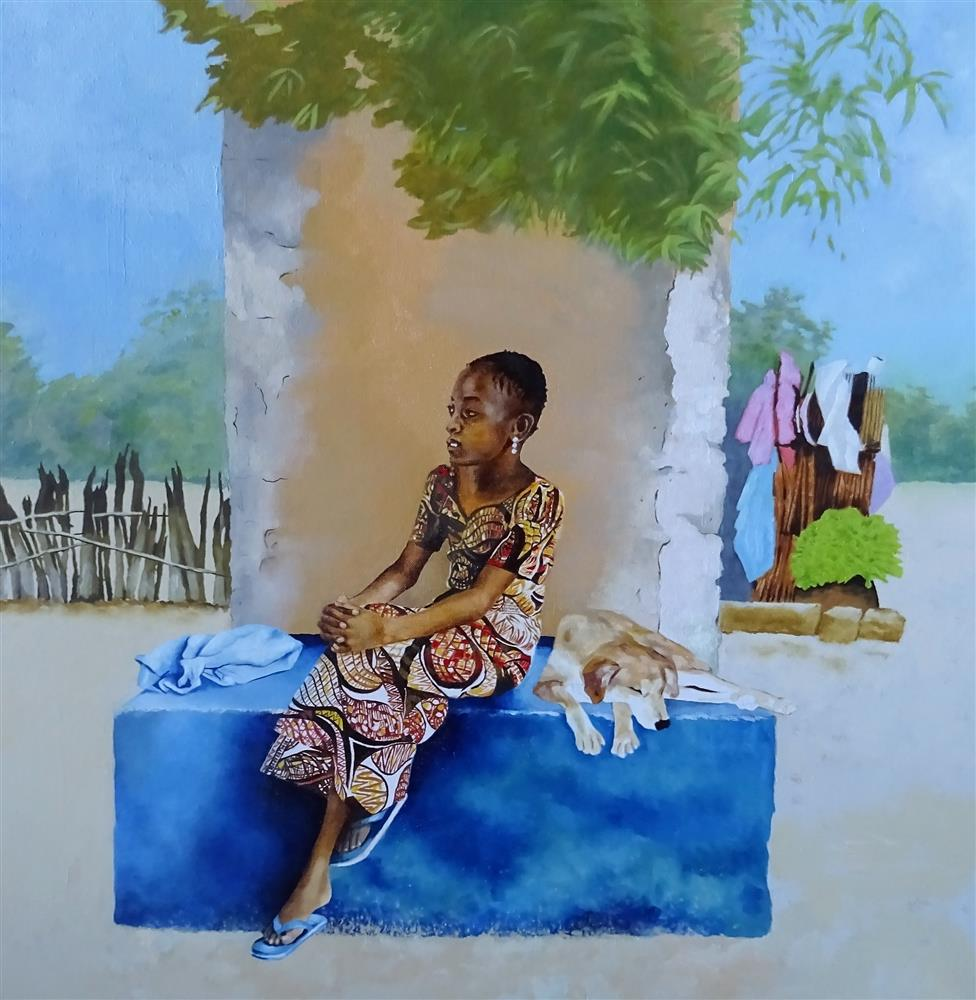
Sjouke Heins, Afrikaans meisje, 2019
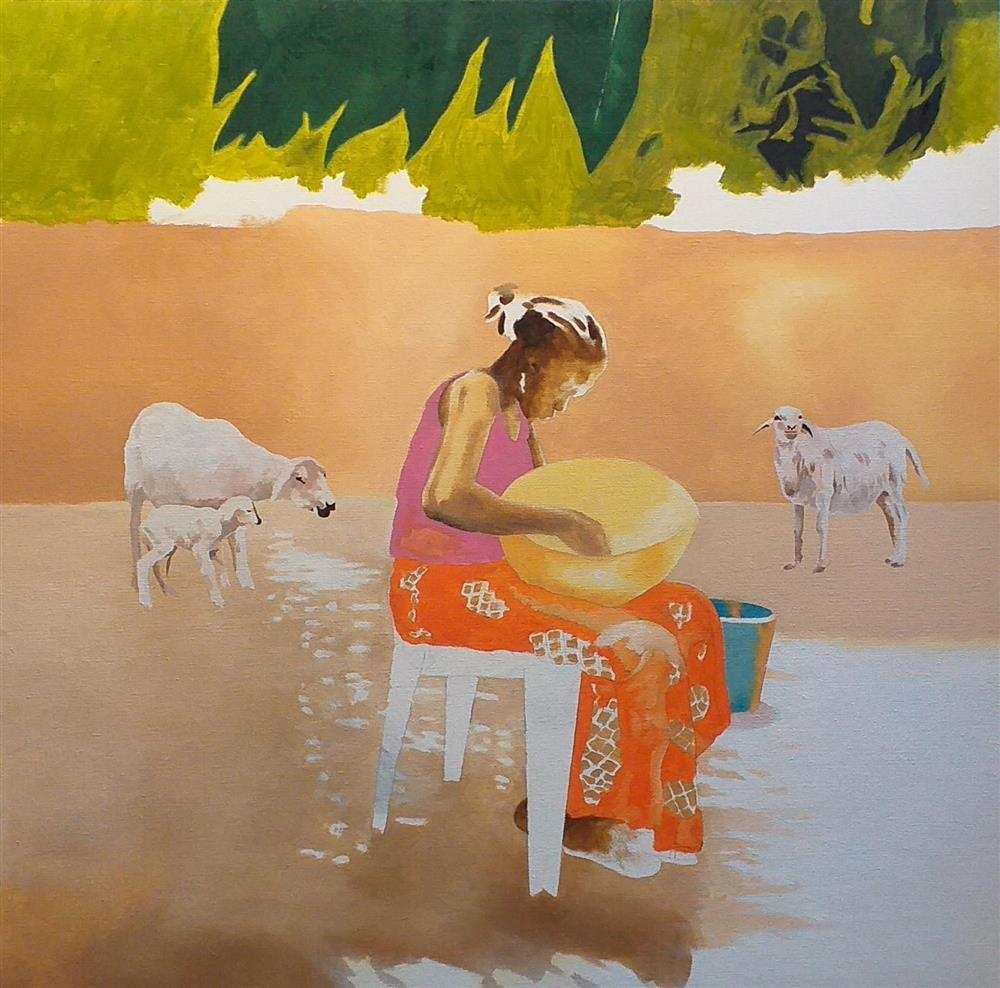
Sjouke Heins, Mariama De Gedroomde Bruid, onvoltooid, 2020
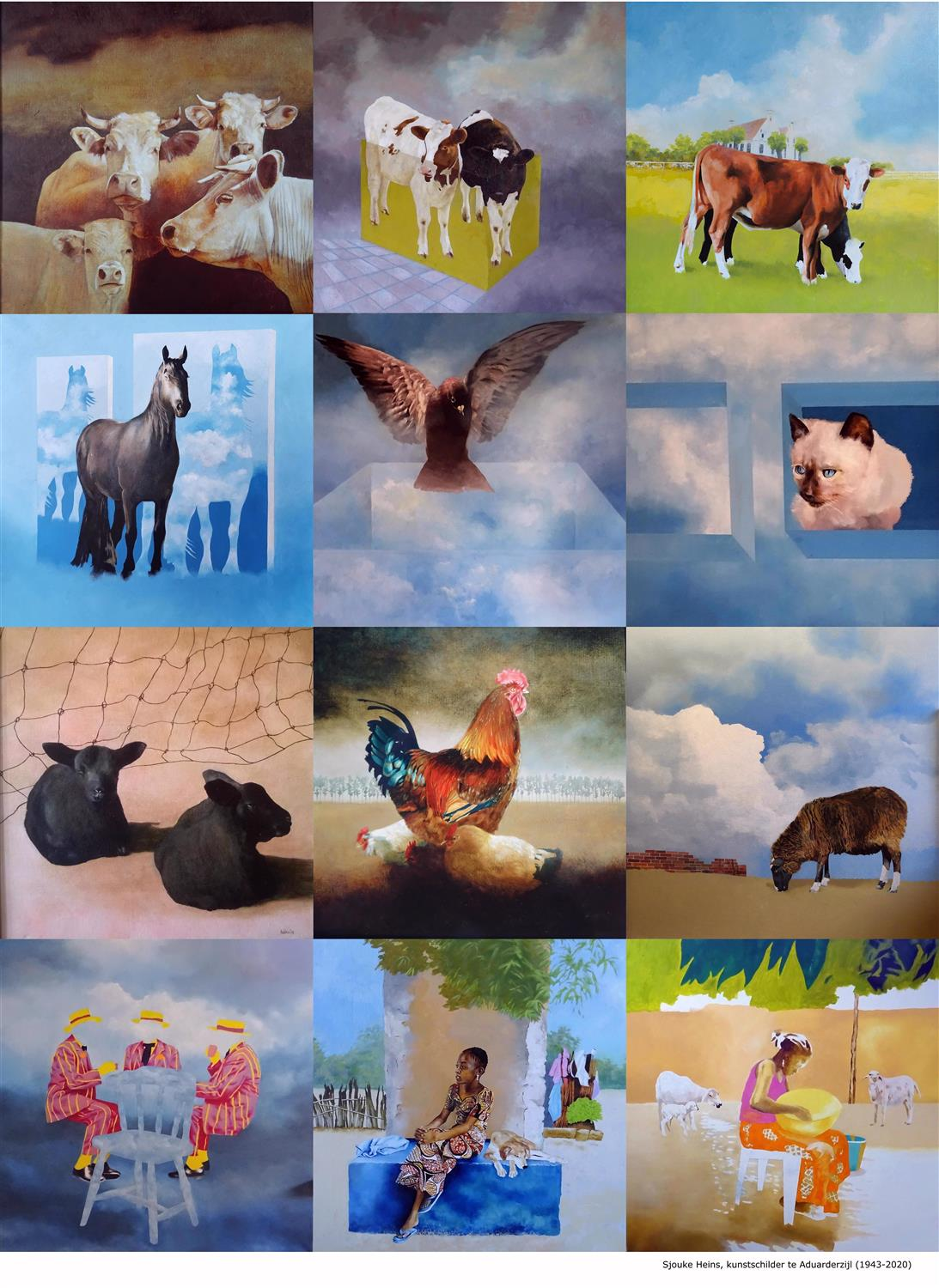
Sjouke Heins, miniposter